# Viburnum phlebotrichum
Viburnum phlebotrichum är en desmeknoppsväxtart som beskrevs av Sieb. och Zucc. Viburnum phlebotrichum ingår i släktet olvonsläktet, och familjen desmeknoppsväxter. Inga underarter finns listade i Catalogue of Life.

## Bildgalleri

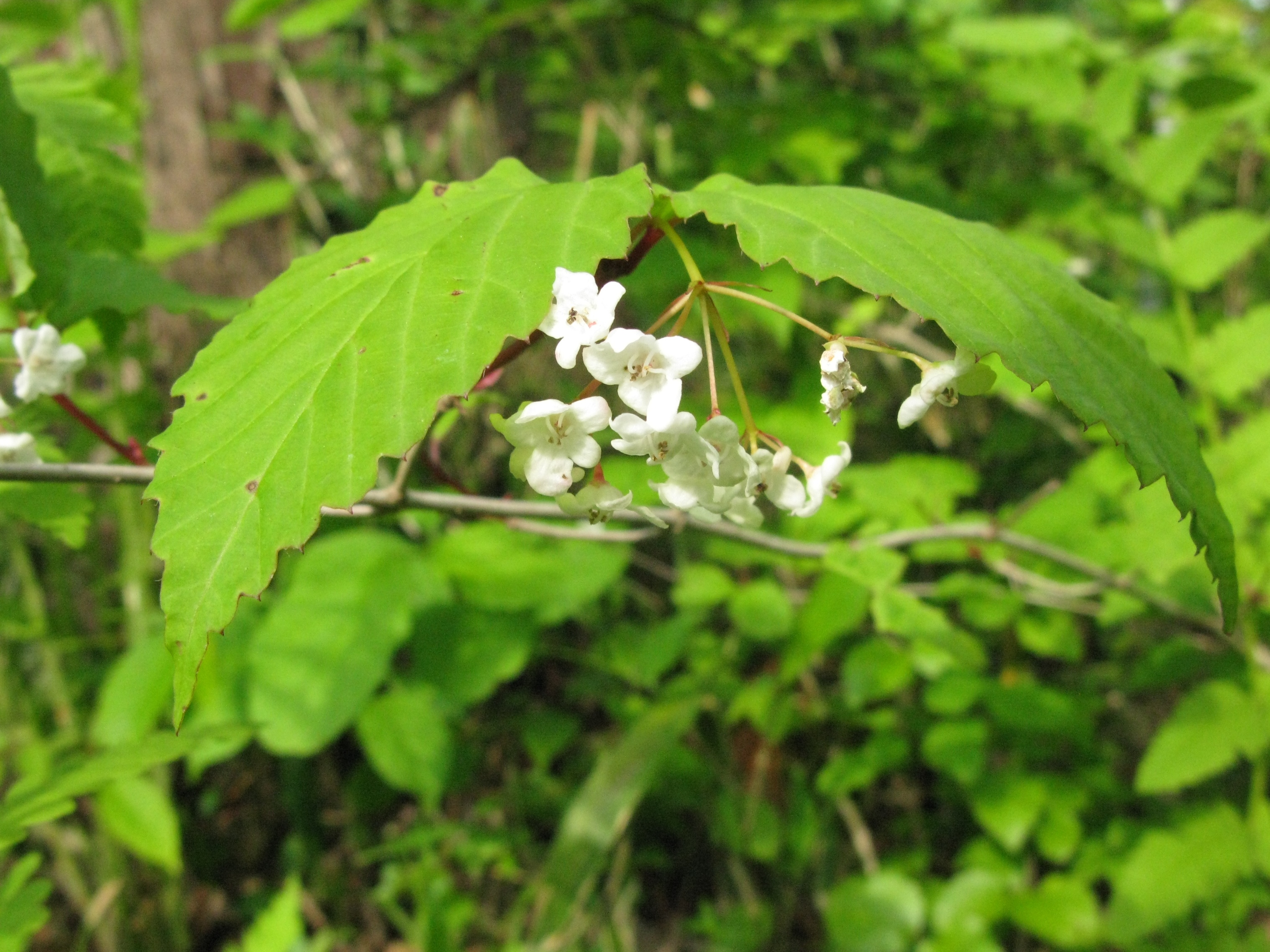
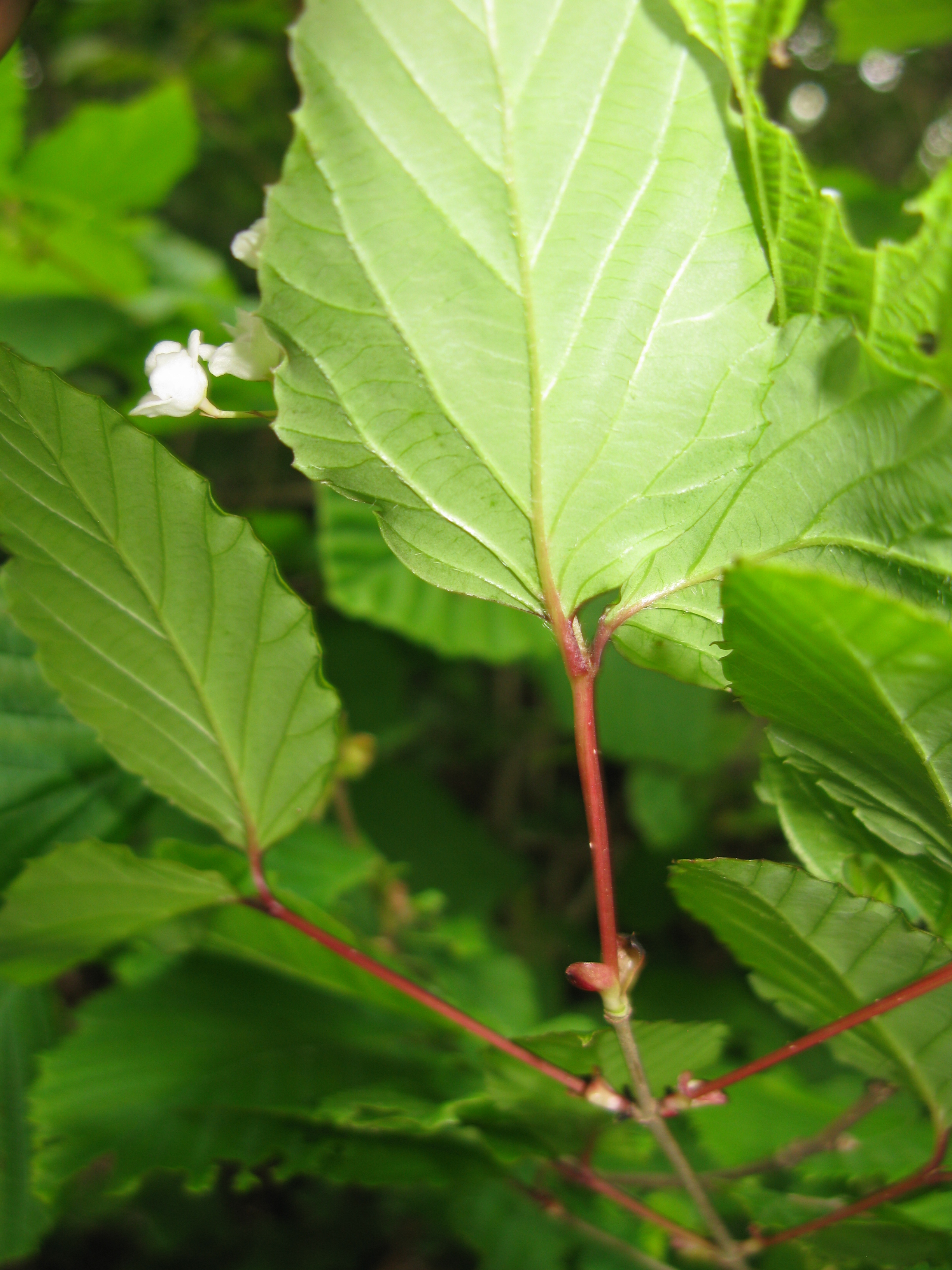